# لیون
لیون (به فرانسوی: Lyon) (فرانسوی: [ljɔ̃] (); UK: ‎/ˈliːɒ̃/‎, US: ‎/liˈoʊn/‎,; آرپیتان: Liyon, pronounced [ʎjɔ̃]; زبان اکسیتان: Lion, hist. Lionés) سومین شهر بزرگ در شرق فرانسه پس از پاریس و مارسی است. لیون، یک مرکز بزرگ اقتصادی است که در بین پاریس و مارسی قرار گرفته‌است و شاهراه ارتباطی محسوب می‌شود. این شهر در تاریخ سینما، نقش بسیار مهمی ایفا کرده‌است. تیم فوتبال المپیک لیون، مهم‌ترین تیم ورزشی این شهر است و لیون از این جهت، رشد برجسته‌ای در قهرمانی در بازی‌های اروپا کرده‌است.
شهر لیون با احتساب حومه‌اش، دومین شهر بزرگ و پرجمعیت فرانسه، پس از پاریس محسوب می‌شود. برپایهٔ آمار تخمینی، جمعیت این شهر و حومه‌اش در سال ۲۰۱۸ میلادی، بالغ بر ۱٬۶۶۹٬۰۰۰ نفر بوده‌است؛ ولی جمعیت خود شهر، بالغ بر ۵۰۶٬۶۱۵ نفر تخمین زده می‌شود.
لیون با دارا بودن بیش از ۱۵۵٬۰۰۰ دانشجو، یکی از مهم‌ترین مراکز دانشجویی در فرانسه و اروپا می‌باشد.

## اقتصاد
لیون مرکز بزرگ صنعتی و مرکز شیمیایی، دارویی و زیست‌شناسی در سطح فرانسه است. این شهر همچنین یکی از قطب‌های تولید نرم‌افزار و بازی‌های رایانه‌ای محسوب می‌شود.
بابولات، تفأل و مولینکس از جمله برندهای مستقر در لیون هستند که به سرتاسر جهان صادر می‌شوند.

## فرهنگ
لیون به‌عنوان پایتخت آلپ در فرانسه، شناخته شده‌است. این شهر به دلیل داشتن معماری تاریخی، مقر سازمان جهانی یونسکو (بخش میراث تاریخی) در آن قرار گرفته‌است.
موزه هنرهای زیبای لیون و انستیتو لومیر از جمله میراث فرهنگی این شهر هستند.
لیون شهری تاریخی است و پایتخت ابریشم جهان محسوب می‌شود و در کرانهٔ دو رود رون و سون قرار دارد.
این شهر به علاوه، شبکهٔ خبری یورونیوز را نیز، در خود جای داده‌است.

## ترابری
متروی لیون در سال ۱۹۷۸ تأسیس شده و هم‌اکنون دارای ۴ خط و ۴۰ ایستگاه می‌باشد، همچنین تراموا این شهر در سال ۲۰۰۱ تأسیس شده و دارای ۶ خط و ۸۴ ایستگاه است. fr:Tramway de Lyon

## نگارخانه

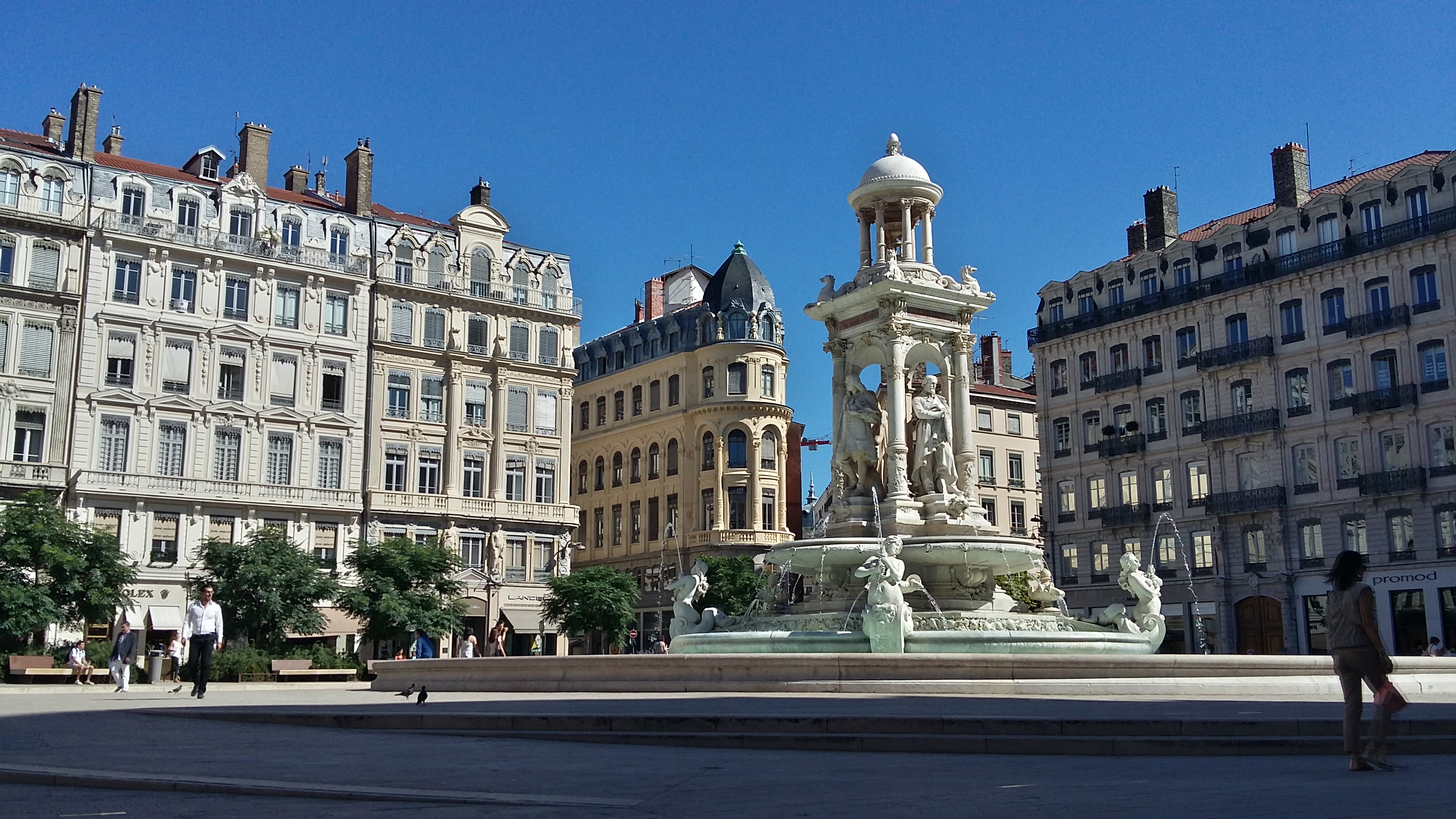
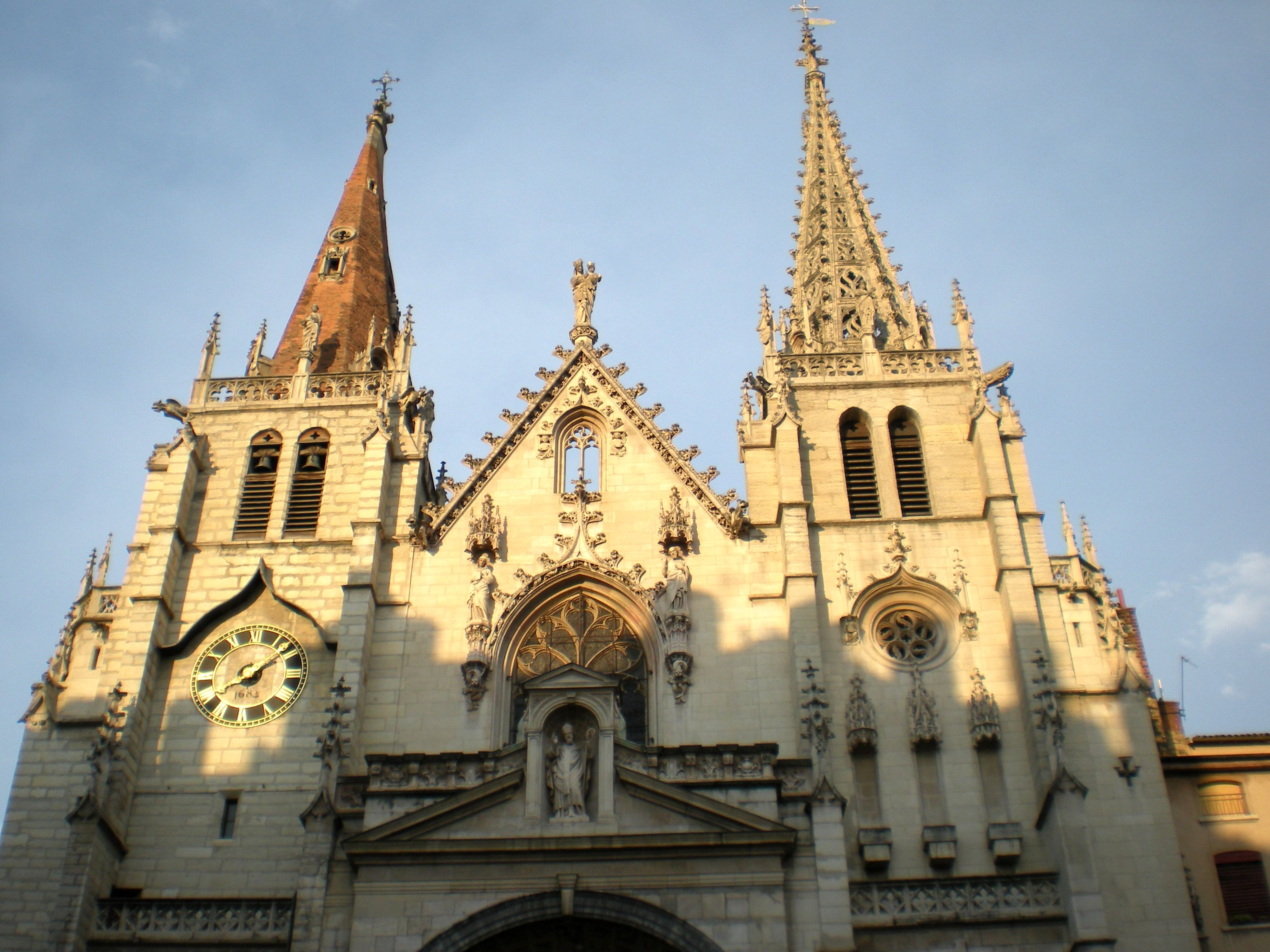
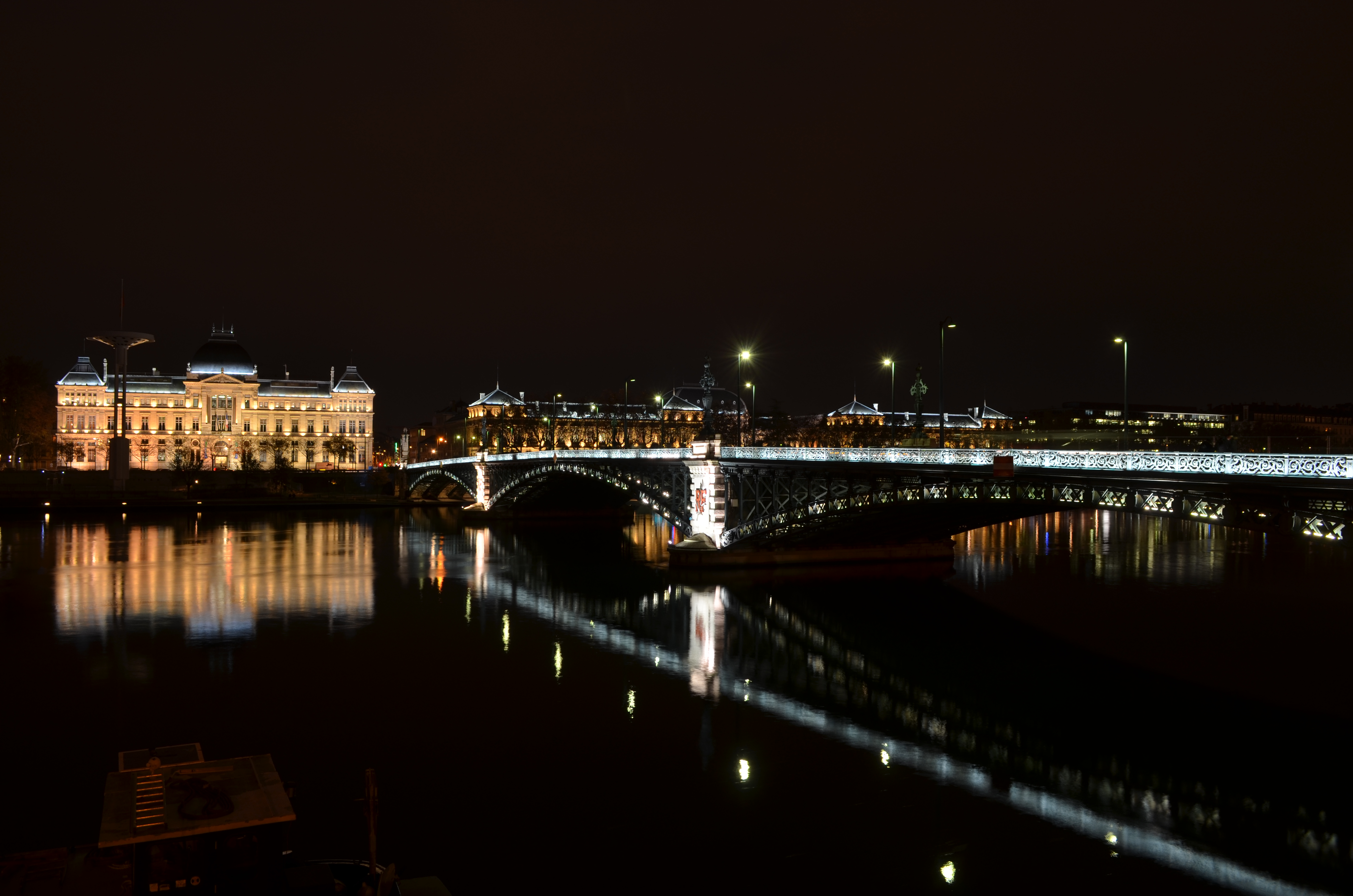
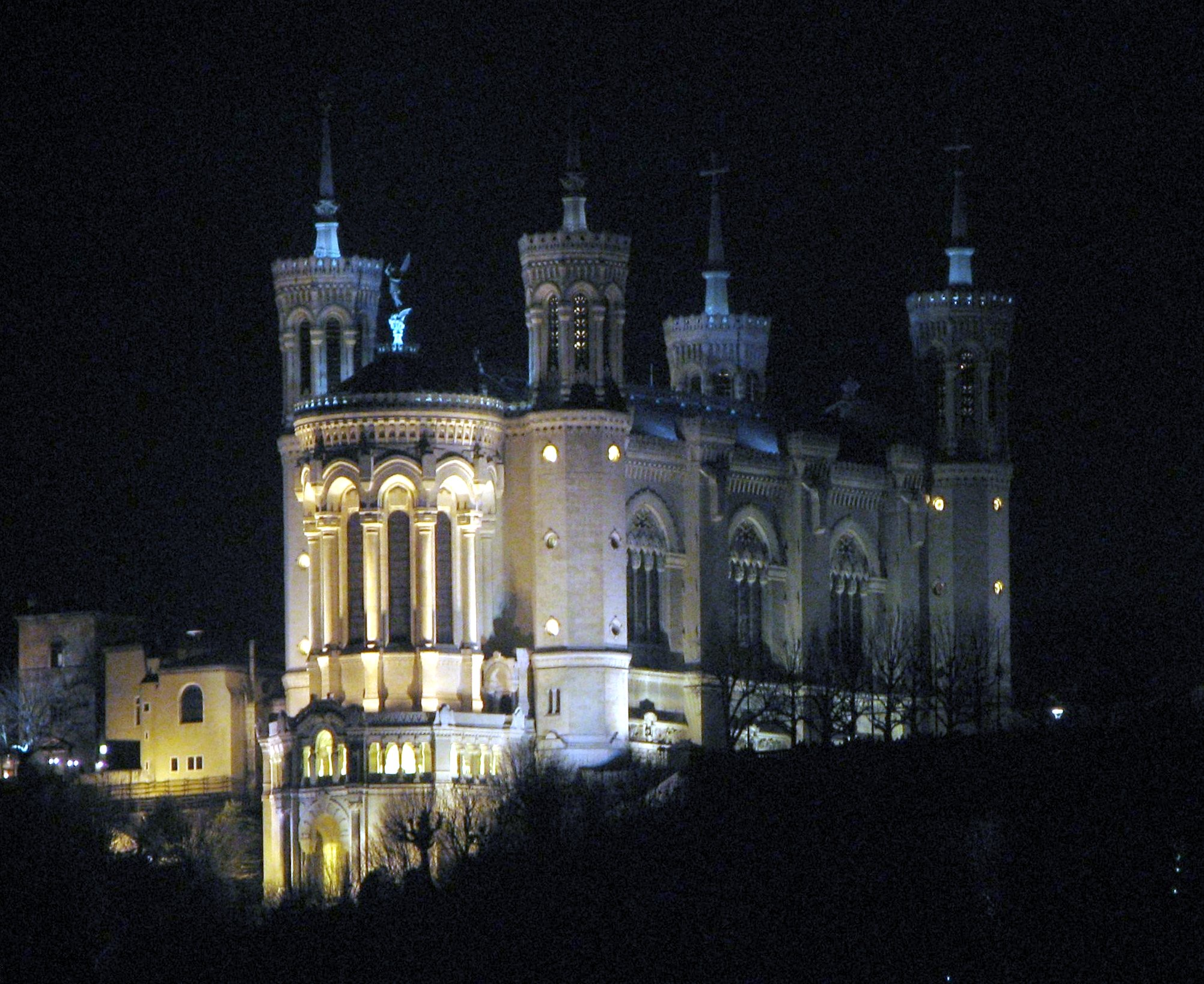
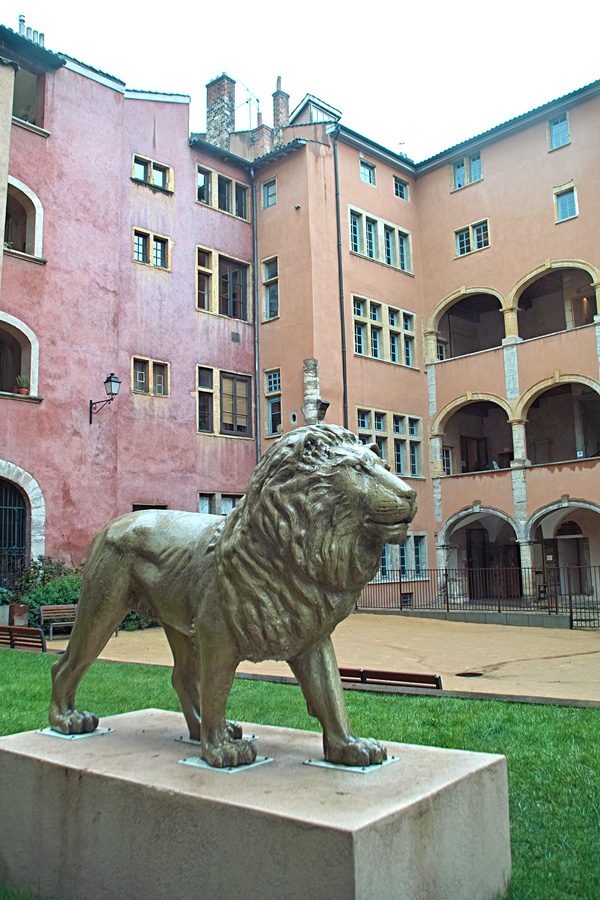
شیر، نماد شهر، نمایش در خانهٔ وکلا
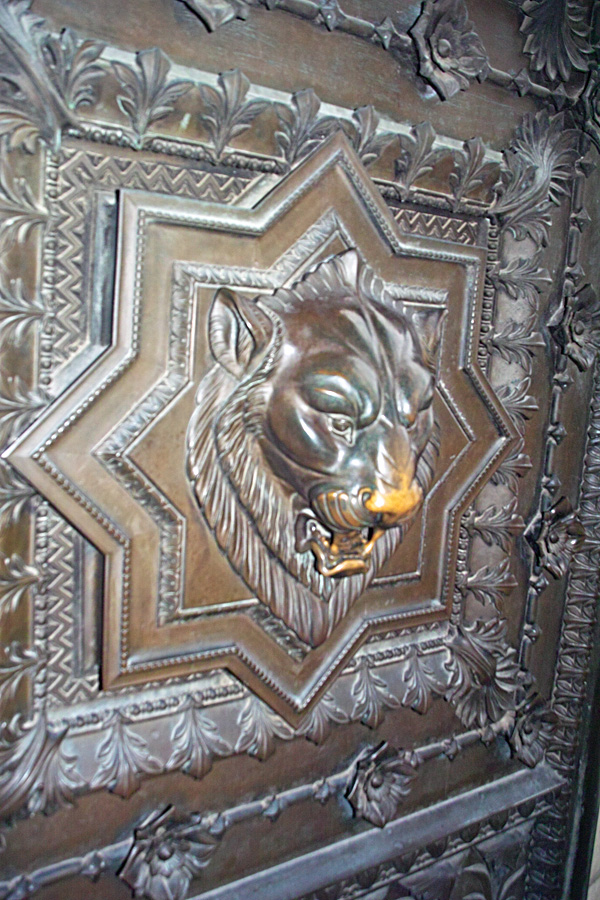